# Brachistosternus artigasi
Espèce
Brachistosternus artigasi est une espèce de scorpions de la famille des Bothriuridae.

## Distribution
Cette espèce est endémique de la région de Coquimbo au Chili,. Elle se rencontre vers La  Serena.

## Description
Le mâle holotype mesure 53,0 mm.
Les mâles mesurent de 49 à 60 mm et les femelles de 47 à 57 mm.

## Étymologie
Cette espèce est nommée en l'honneur de Jorge Narciso José Artigas Coch.

## Publication originale
- Cekalovic, 1974 : Dos nuevas especies del genero Brachistosternus (Scorpiones, Bothriuridae). Boletın de la Sociedad Biologica de Concepcion, no 47, p. 247–257 (texte intégral).